# Oxymeris crenulata
Oxymeris crenulata is een slakkensoort uit de familie Terebridae. De wetenschappelijke naam werd gepubliceerd in 1758 door Carl Linnaeus in de tiende editie van Systema naturae.